# 克雷森特島
54°1′S 37°19′W / 54.017°S 37.317°W

克雷森特島在島嶼灣的位置

克雷森特島是南極洲的島嶼，位於南喬治亞島島嶼灣，處於莫利莫克島以南，在1912至1913年被繪入地圖，在1929至1930年被英國的探險隊命名，現時由南極條約體系管理。